# Al Hazm (Yémen)
Pour les articles homonymes, voir Al Hazm.
Al Hazm est une ville du gouvernorat d’Al Jawf, au Yémen.

## Démographie
La ville comptait 16 044 habitants en 2004.